# Thermoanaerobacterium xylanolyticum
Thermoanaerobacterium xylanolyticum è una specie di batterio appartenente alla famiglia delle Thermoanaerobacteriaceae.